# Anomalophylla plagipennis
Anomalophylla plagipennis är en skalbaggsart som beskrevs av Ahrens 2005. Anomalophylla plagipennis ingår i släktet Anomalophylla och familjen Melolonthidae. Inga underarter finns listade i Catalogue of Life.